# التاريخ العالمي

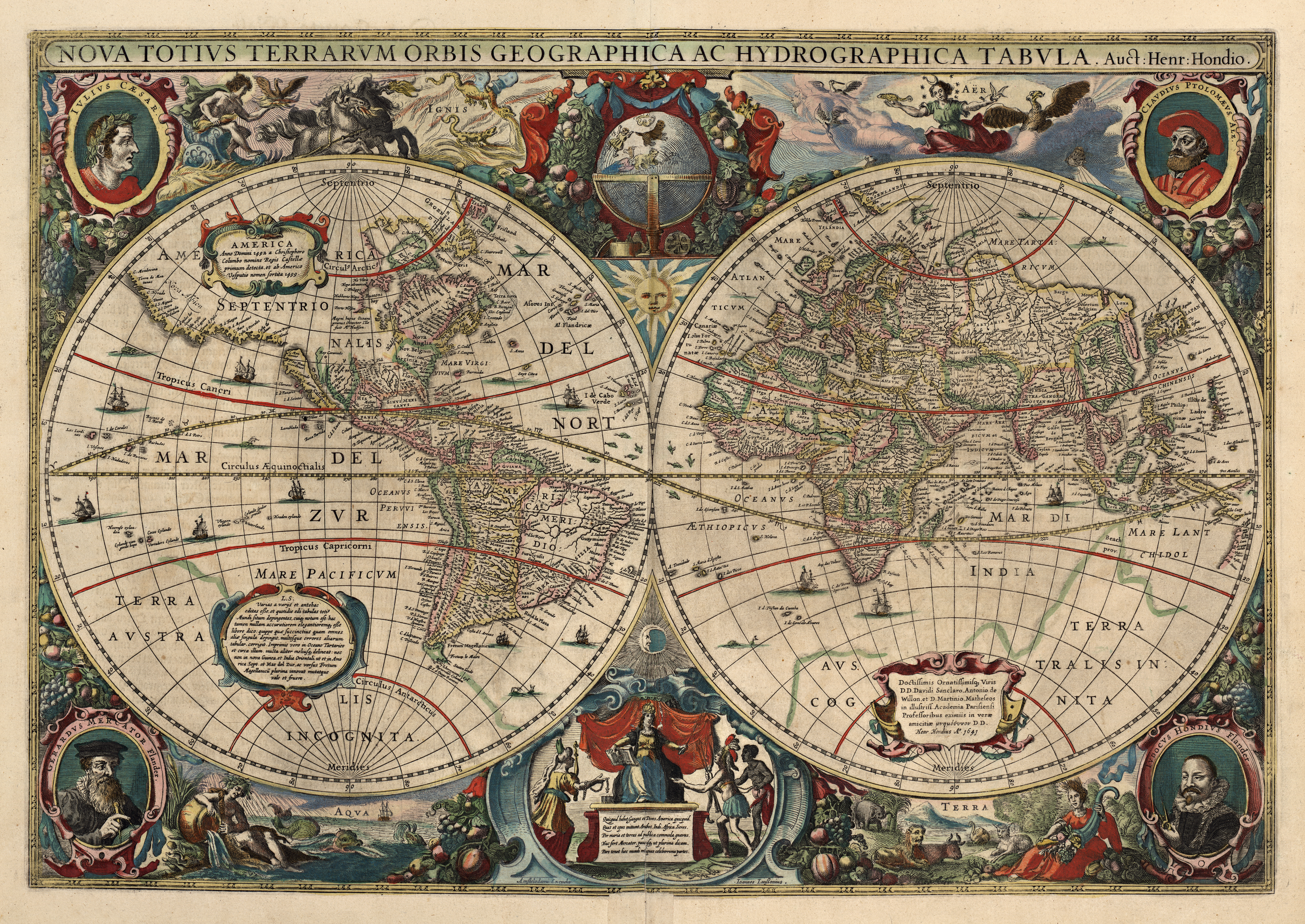

التاريخ العالمي مبحث في الدراسة التاريخية يدرس التاريخ دراسة لا محلية بل عالمية. وليس بمعنى التاريخ المقارن، الذي يدرس تاريخ الأعراف والأمم، لكن لا على نطاق عالمي. ويبحث تاريخ العالم عن ظواهر مشتركة في عادات الأمم. ويتناول مؤرخو العالم المواضيع من حيث أوجه التشابه والاختلاف في تلك الظواهر.